# Merostomats

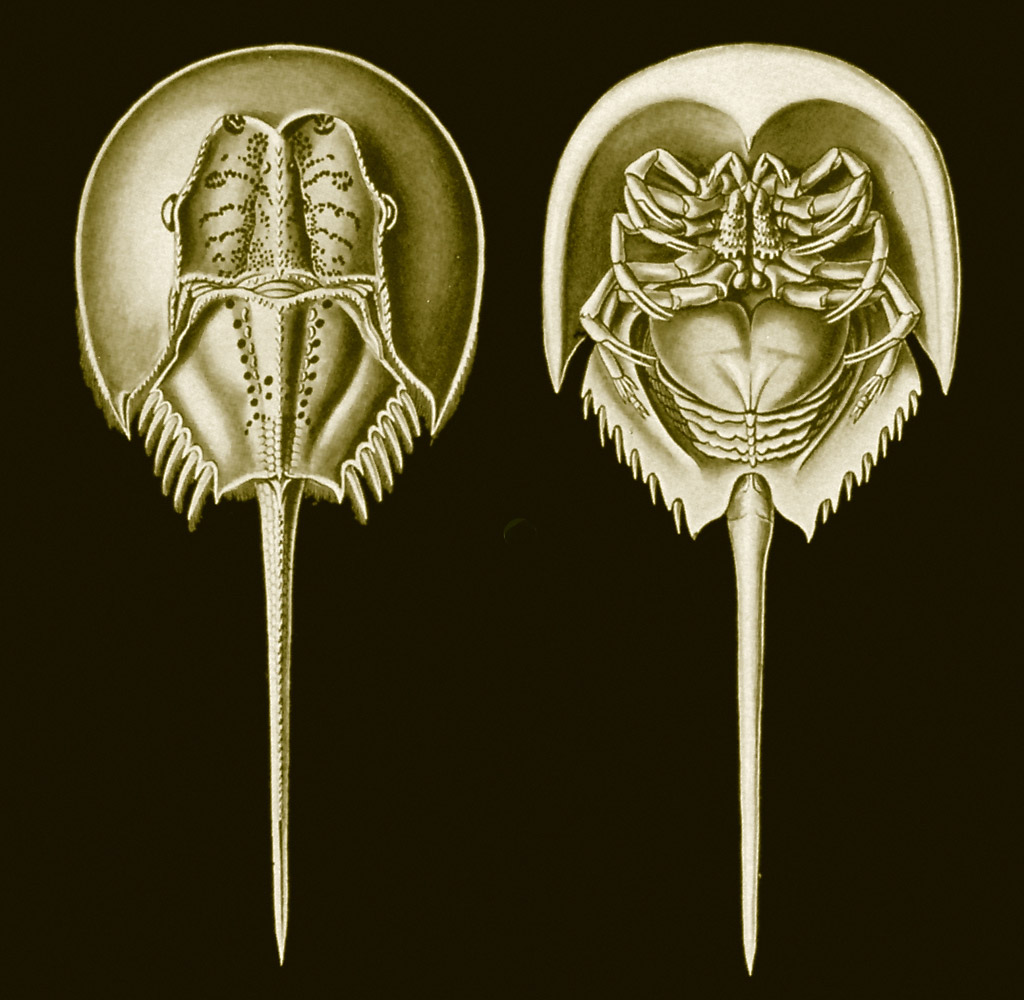
Limulus polyphemus, segons Haeckel

Els merostomats (Merostomata) són una classe d'artròpodes quelicerats. Com els aràcnids tenen un parell de quelícers al costat de la boca i el cos dividit en dues regions, un prosoma (cefalotòrax) i un opistosoma (abdomen). Aquest últim es divideix, com en els escorpins, en dues seccions anomenades respectivament mesosoma (preabdomen) i metasoma (postabdomen).
Són animals aquàtics, amb brànquies, malgrat que alguns euriptèrids eren probablement amfibis. Els únics merostomats actuals, amb molt poques espècies conegudes, són els xifosurs, coneguts popularment com a cassoles de les Moluques o límuls. Els euriptèrids són de vegades anomenats escorpins marins, malgrat que no són escorpins i la major part van habitar més aviat aigües dolces o salabroses de pantans i estuaris. L'escassa representació actual del grup no dona la mesura de la seva importància en el passat.

## Taxonomia

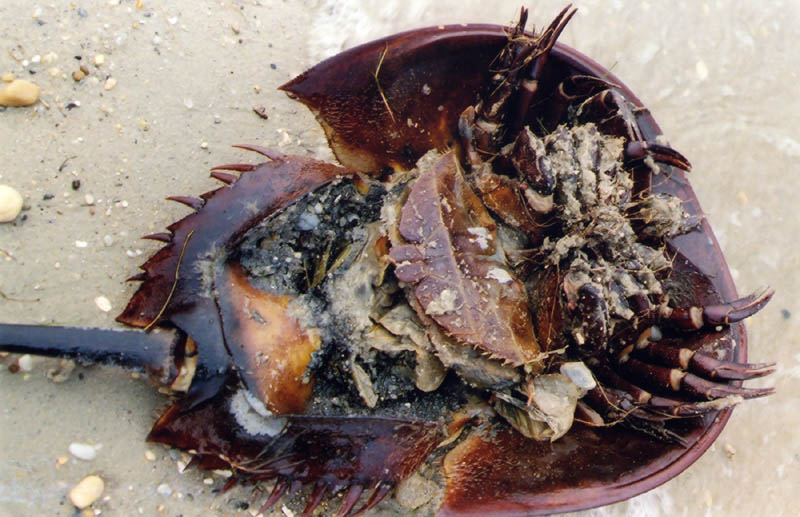
Femella de Limulus polyphemus, visió ventral

Els merostomats es classifiquen tradicionalment en dos grups que tenen la categoria de ordre:
- Ordre Xiphosura
- Ordre Eurypterida†

Aquests últims es van extingir al final del Paleozoic. Actualment es discuteix la conveniència de continuar reunint aquests dos grups en una classe, vist que els euriptèrids sembla que estan estretament relacionats amb l'origen dels escorpins, en la base del clade dels aràcnids.